# Patrick Jonker
Patrick Jonker est un coureur cycliste néerlando-australien né à Amsterdam (Pays-Bas) le 25 mai 1969. Il est professionnel de 1993 à 2002.

## Biographie
Il est né aux Pays-Bas et a grandi en Australie, mais a gardé les deux nationalités. Son père est néerlandais et sa mère allemande. Son oncle Ronald Jonker (en) a participé à la course en ligne des Jeux olympiques de 1968 à Mexico, sous les couleurs de l'Australie. 
Il a été champion des Pays-Bas du contre-la-montre en 1998 et médaillé de bronze de la course en ligne des championnats d'Australie en 2003. Il a également remporté la Route du Sud et le Grand Prix de Wallonie 1999. Il prend sa retraite sportive en 2004 après avoir remporté sa dernière course, le Tour Down Under, sous les couleurs de la sélection australienne UniSA-Australia.
Il termine à la douzième place du Tour de France 1996, remporté cette année-là par le Danois Bjarne Riis.

## Palmarès
- 1991
  - 7e étape de la Milk Race
  - 4e étape de la FBD Milk Rás
  - 3e du Grand Prix Guillaume Tell
- 1993
  - 5e étape de la Milk Race
  - 3e du Tour de Castellón
  - 3e du Teleflex Tour
  - 3e du Drielandenomloop
- 1994
  - 8e du Critérium du Dauphiné libéré
- 1995
  - 5e étape du Summer Tour
  - 2e du Summer Tour
  - 2e du Circuit de la Sarthe
  - 3e de la Dutch Food Valley Classic
- 1996
  - 6e étape des Geelong Bay Classic Series
  - 4e étape du Tour de Catalogne
  - 2e du Tour de Catalogne
  - 8e du contre-la-montre des Jeux olympiques
- 1997
  - Classement général de la Route du Sud
  - 2e du Rothaus Regio-Tour
- 1998
  -  Champion des Pays-Bas du contre-la-montre
  - 2e du Circuit Mandel-Lys-Escaut
  - 9e du Critérium du Dauphiné libéré
- 1999
  - Grand Prix de Wallonie
  - 2e de la Route du Sud
- 2001
  - 2e du Tour du Limousin
  - 3e du Grand Prix de Plouay
- 2002
  - 3e du Tour Down Under
- 2003
  - 3e du championnat d'Australie sur route
- 2004
  - Classement général du Tour Down Under

## Résultats sur les grands tours

### Tour de France
5 participations
- 1994 : abandon (14e étape)
- 1996 : 12e
- 1997 : 62e
- 1998 : 34e
- 1999 : 97e

### Tour d'Italie
1 participation
- 1995 : 44e

### Tour d'Espagne
1 participation
- 1997 : 73e